# Péfkos (Héraklion)
Péfkos, en grec moderne : Πεύκος - Πεῦκος, est un village du dème de Viánnos, en Crète, en Grèce. Selon le recensement de 2011, la population de Péfkos compte 316 habitants. Le village est situé à une altitude de 740 m et à une distance de 10 km d'Áno Viánnos.